# Et au pire, on se mariera
Pour plus de détails, voir Fiche technique et Distribution.
Et au pire, on se mariera est un film québécois réalisé par Léa Pool, sorti en 2017. Le film est inspiré du roman éponyme de Sophie Bienvenu.
Au Festival international du film de Vancouver de 2017, le film remporte le Vancouver Women in Film and Television Artistic Merit Award.

## Synopsis
Isabelle voit sa fille adolescente, Aïcha, se faire arrêter. Interrogée par une policière, Aïcha raconte divers événements ayant précédé son arrestation. Elle parle de sa relation difficile avec Isabelle, du départ de son beau-père Hakim. Elle parle aussi de Baz, un musicien nettement plus âgé qu'elle et avec lequel, ces derniers temps, elle s'était lié d'amitié.

## Fiche technique
- Titre : Et au pire, on se mariera
- Réalisation : Léa Pool
- Scénario : Sophie Bienvenu et Léa Pool
- Photographie : Denis Jutzeler
- Montage : Michel Arcand
- Musique : Michel Cusson
- Producteurs : Elisa Garbar, Lyse Lafontaine et François Tremblay
- Distributeur : K-Films Amérique (Canada)
- Origine :  Québec ( Canada)
- Genre : Film dramatique
- Durée : 91 minutes
- Date de la première mondiale : Festival du film d'Angoulême : 24 août 2017
- Date de sortie en salles :  Québec ( Canada) : 15 septembre 2017[2]

## Distribution
Sauf indication contraire, les informations mentionnées dans cette section peuvent être confirmées par la base de données cinématographiques IMDb,  présente dans la section « Liens externes ».
- Sophie Nélisse : Aïcha Saint-Pierre
- Jean-Simon Leduc : Baz
- Karine Vanasse : Isabelle Saint-Pierre
- Isabelle Nélisse : Aïcha (enfant)
- Mehdi Djaadi : Hakim

## Autour du film
Et au pire on se mariera est basé sur un roman de Sophie Bienvenu publié en 2011 et particulièrement bien accueilli, qui prenait la forme d'un long monologue.  Le film permet à Léa Pool d'aborder à nouveau le thème du désarroi de l'adolescence, qu'elle avait déjà traité, notamment dans Emporte-moi (1999), Lost and Delirious (2000) et Maman est chez le coiffeur (2008).  Signalons que Karine Vanasse, qui incarnait la jeune héroïne d'Emporte-moi, joue ici la mère d'Aïcha, le personnage principal. 
Le film est lancé en première mondiale dans le cadre de la compétition officielle du Festival du Film Francophone d’Angoulême.  Il sort au Québec durant l'automne 2017 et fait face à une critique un peu tiède.

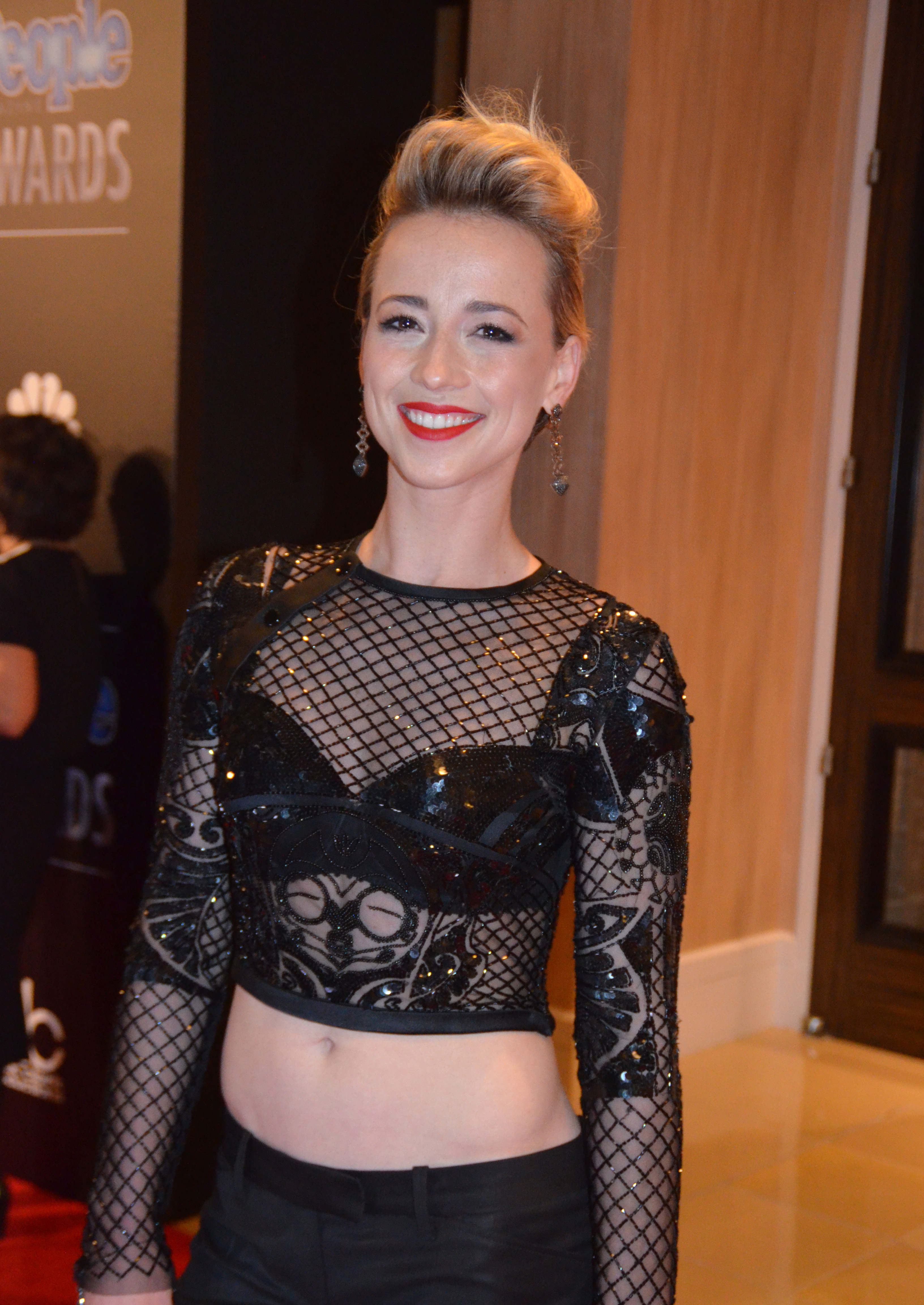
Karine Vanasse en 2014.
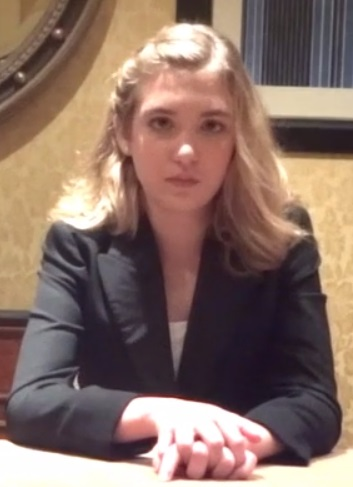
Sophie Nélisse.